# والهایم
والهایم (به آلمانی: Walheim) یک شهر در آلمان است که در ناحیهٔ لودویگزوبورگ واقع شده‌است.

## خصوصیات
والهایم ۲٬۹۹۶ نفر جمعیت دارد.